# U-20-Fußball-Afrikameisterschaft 2025
Der U-20-Afrika-Cup 2025 war die 24. Auflage des vom afrikanischen Fußballverband (CAF) organisierten Turniers für U20-Junioren-Fußballnationalmannschaften Afrikas. Es galt gleichzeitig für die Qualifikation zur U20-Weltmeisterschaft 2025. Das Turnier sollte ursprünglich im April und Mai 2025 in der Elfenbeinküste aufgetragen werden. Nachdem am 25. März 2025 – und damit lediglich einen Monat vor geplantem Turnierbeginn – die Elfenbeinküste als Ausrichter zurückzog, benannte die CAF Ägypten am 27. März als neuen Gastgeber.
Titelverteidiger Senegal schied im Viertelfinale aus, zum neuen Titelträger in dieser Altersklasse krönte sich erstmals die Auswahl Südafrikas durch ein 1:0 im Finale gegen Marokko.
Wie in den Vorjahren wurde die Meisterschaft vom Mineralölkonzern TotalEnergies gesponsert.

## Teilnehmer
Insgesamt qualifizierten sich 12 Mannschaften sportlich für die Endrunde, die Auswahl des ursprünglichen Gastgebers Elfenbeinküste war automatisch für die Endrunde gesetzt. Am 6. Februar 2025 wurde der Fußballverband der Republik Kongos durch die FIFA suspendiert. Die Teilnahmeberechtigung am U-20-AFCON erlosch damit. Als Ersatz bestimmte die CAF die Mannschaft der Zentralafrikanischen Republik zum Nachrücker.
Das Teilnahmerecht des ursprünglichen Gastgebers Elfenbeinküste erlosch ebenfalls mit der Rückgabe der Ausrichtung. Da der neue Gastgeber Ägypten bereits qualifiziert war, bestimmte die CAF Tunesien als Nachrücker.
- Elfenbeinküste (14. Teilnahme; ursprünglicher Gastgeber) 1
- Ägypten (13. Teilnahme; Zone Nord; neuer Gastgeber)
- Ghana (13. Teilnahme; Zone West B)
- Kenia (1. Teilnahme; Zone Zentral-Ost)
- Republik Kongo (4. Teilnahme; Zone Zentral) 2
- Zentralafrikanische Republik (3. Teilnahme; Zone Zentral; Nachrücker für die Republik Kongo)
- Demokratische Republik Kongo (2. Teilnahme; Zone Zentral)
- Marokko (6. Teilnahme; Zone Nord)
- Nigeria (13. Teilnahme; Zone West B)
- Sambia (11. Teilnahme; Zone Süd)
- Senegal (7. Teilnahme; Zone West A)
- Sierra Leone (1. Teilnahme; Zone West A)
- Südafrika (9. Teilnahme; Zone Süd)
- Tansania (2. Teilnahme; Zone Zentral-Ost)
- Tunesien (9. Teilnahme; Zone Nord; Nachrücker, nachdem der Gastgeberslot an Ägypten gegangen war)

## Austragungsorte
Das Turnier findet in vier Stadien in Kairo und der Sues-Region statt.
| Kairo |

| Ismailia |

| Sues |

| Kairo |

| Ismailia |

| Sues |

## Modus
Die Mannschaften spielen zunächst eine Vorrunde mit zwei Gruppen mit je vier Mannschaften sowie einer Fünfergruppe. Bei Punktgleichheit entscheidet der direkte Vergleich über die Platzierung. Die beiden Erstplatzierten jeder Gruppe sowie die zwei besten Gruppendritten qualifizieren sich für das Viertelfinale. Ab dieser Runde werden die Spiele im K.-o.-System ausgetragen. Die vier Halbfinalisten sind für die U-20-Fußball-Weltmeisterschaft 2025 qualifiziert.

## Auslosung
Die Auslosung der Vorrundengruppen hatte ursprünglich im Februar 2025 stattgefunden. Nachdem Ägypten die Elfenbeinküste als Ausrichter abgelöst hatte und den daraus resultierenden Verschiebungen im Teilnehmerfeld ordnete die CAF eine erneute Auslosung an, in der Ägypten als Gruppenkopf gesetzt war.

## Gruppenphase

### Gruppe A
| Pl. | Land         | Sp. | S | U | N | Tore    | Diff. | Punkte |
| --- | ------------ | --- | - | - | - | ------- | ----- | ------ |
| 1.  | Südafrika    | 4   | 2 | 1 | 1 | 006:300 | +3    | 07     |
| 2.  | Sierra Leone | 4   | 2 | 1 | 1 | 006:500 | +1    | 07     |
| 3.  | Ägypten      | 4   | 2 | 1 | 1 | 003:400 | −1    | 07     |
| 4.  | Sambia       | 4   | 1 | 3 | 0 | 002:100 | +1    | 06     |
| 5.  | Tansania     | 4   | 0 | 0 | 4 | 000:400 | −4    | 0      |

|                                                                                        |   |              |           |
| Sonntag, 27. April 2025 um 18:00 Uhr (17:00 Uhr MESZ) in Ismailia                      |   |              |           |
| Sambia                                                                                 | – | Sierra Leone | 0:0       |
| Sonntag, 27. April 2025 um 20:00 Uhr (19:00 Uhr MESZ) in Kairo (International Stadium) |   |              |           |
| Ägypten                                                                                | – | Südafrika    | 1:0 (0:0) |
| Mittwoch, 30. April 2025 um 18:00 Uhr (17:00 Uhr MESZ) in Ismailia                     |   |              |           |
| Südafrika                                                                              | – | Tansania     | 1:0 (1:0) |
| Mittwoch, 30. April 2025 um 20:00 Uhr (19:00 Uhr MESZ) in Ismailia                     |   |              |           |
| Sierra Leone                                                                           | – | Ägypten      | 4:1 (0:1) |
| Samstag, 3. Mai 2025 um 18:00 Uhr (17:00 Uhr MESZ) in Ismailia                         |   |              |           |
| Tansania                                                                               | – | Sierra Leone | 0:1 (0:1) |
| Samstag, 3. Mai 2025 um 20:00 Uhr (19:00 Uhr MESZ) in Ismailia                         |   |              |           |
| Ägypten                                                                                | – | Sambia       | 0:0       |
| Dienstag, 6. Mai 2025 um 18:00 Uhr (17:00 Uhr MESZ) in Sues                            |   |              |           |
| Sambia                                                                                 | – | Tansania     | 1:0 (0:0) |
| Dienstag, 6. Mai 2025 um 21:00 Uhr (20:00 Uhr MESZ) in Sues                            |   |              |           |
| Sierra Leone                                                                           | – | Südafrika    | 1:4 (0:1) |
| Freitag, 9. Mai 2025 um 20:00 Uhr (19:00 Uhr MESZ) in Kairo (Stadion des 30. Juni)     |   |              |           |
| Südafrika                                                                              | – | Sambia       | 1:1 (1:1) |
| Freitag, 9. Mai 2025 um 20:00 Uhr (19:00 Uhr MESZ) in Ismailia                         |   |              |           |
| Tansania                                                                               | – | Ägypten      | 0:1 (0:1) |

### Gruppe B
| Pl. | Land     | Sp. | S | U | N | Tore    | Diff. | Punkte |
| --- | -------- | --- | - | - | - | ------- | ----- | ------ |
| 1.  | Marokko  | 3   | 2 | 1 | 0 | 006:300 | +3    | 07     |
| 2.  | Nigeria  | 3   | 1 | 2 | 0 | 003:300 | ±0    | 05     |
| 3.  | Tunesien | 3   | 1 | 0 | 2 | 004:500 | −1    | 03     |
| 4.  | Kenia    | 3   | 0 | 1 | 2 | 005:800 | −3    | 01     |

|                                                                                       |   |          |           |
| Donnerstag, 1. Mai 2025 um 18:00 Uhr (17:00 Uhr MESZ) in Kairo (Stadion des 30. Juni) |   |          |           |
| Nigeria                                                                               | – | Tunesien | 1:0 (1:0) |
| Donnerstag, 1. Mai 2025 um 20:00 Uhr (19:00 Uhr MESZ) in Kairo (Stadion des 30. Juni) |   |          |           |
| Kenia                                                                                 | – | Marokko  | 2:3 (1:1) |
| Sonntag, 4. Mai 2025 um 18:00 Uhr (17:00 Uhr MESZ) in Kairo (Stadion des 30. Juni)    |   |          |           |
| Tunesien                                                                              | – | Kenia    | 3:1 (1:1) |
| Sonntag, 4. Mai 2025 um 20:00 Uhr (19:00 Uhr MESZ) in Kairo (Stadion des 30. Juni)    |   |          |           |
| Marokko                                                                               | – | Nigeria  | 0:0       |
| Mittwoch, 7. Mai 2025 um 18:00 Uhr (17:00 Uhr MESZ) in Kairo (Stadion des 30. Juni)   |   |          |           |
| Nigeria                                                                               | – | Kenia    | 2:2 (1:1) |
| Mittwoch, 7. Mai 2025 um 18:00 Uhr (17:00 Uhr MESZ)in Ismailia                        |   |          |           |
| Tunesien                                                                              | – | Marokko  | 1:3 (0:1) |

### Gruppe C
| Pl. | Land                 | Sp. | S | U | N | Tore    | Diff. | Punkte |
| --- | -------------------- | --- | - | - | - | ------- | ----- | ------ |
| 1.  | Ghana                | 3   | 2 | 1 | 0 | 003:100 | +2    | 07     |
| 2.  | Senegal              | 3   | 1 | 1 | 1 | 003:200 | +1    | 04     |
| 3.  | DR Kongo             | 3   | 1 | 1 | 1 | 004:400 | ±0    | 04     |
| 4.  | Zentralafr. Republik | 3   | 0 | 1 | 2 | 002:500 | −3    | 01     |

|                                                                   |   |                      |           |
| Freitag, 2. Mai 2025 um 18:00 Uhr (17:00 Uhr MESZ) in Sues        |   |                      |           |
| Senegal                                                           | – | Zentralafr. Republik | 1:1 (0:0) |
| Freitag, 2. Mai 2025 um 20:00 Uhr (19:00 Uhr MESZ) in Sues        |   |                      |           |
| DR Kongo                                                          | – | Ghana                | 1:1 (0:0) |
| Montag, 5. Mai 2025 um 18:00 Uhr (17:00 Uhr MESZ) in Sues         |   |                      |           |
| Zentralafr. Republik                                              | – | DR Kongo             | 1:3 (1:1) |
| Montag, 5. Mai 2025 um 20:00 Uhr (19:00 Uhr MESZ) in Sues         |   |                      |           |
| Ghana                                                             | – | Senegal              | 1:0 (1:0) |
| Donnerstag, 8. Mai 2025 um 18:00 Uhr (17:00 Uhr MESZ) in Ismailia |   |                      |           |
| Zentralafr. Republik                                              | – | Ghana                | 0:1 (0:0) |
| Donnerstag, 8. Mai 2025 um 18:00 Uhr (17:00 Uhr MESZ) in Sues     |   |                      |           |
| Senegal                                                           | – | DR Kongo             | 2:0 (1:0) |

### Tabelle der Gruppendritten
Auch die beiden besten Gruppendritten qualifizieren sich für das Viertelfinale. Für die Mannschaft aus Gruppe A gehen die Spiele gegen den Gruppenletzten nicht in den Vergleich mit den anderen Gruppendritten ein. Die Reihenfolge richtet sich zuerst nach der Anzahl erzielter Punkte in den relevanten Gruppenpartien, danach nach der Tordifferenz und schließlich nach der Anzahl erzielter Tore. Sollte dann immer noch Gleichstand herrschen, kommt es zum Losentscheid.
| Pl. | Land                         | Sp. | S | U | N | Tore    | Diff. | Punkte |
| --- | ---------------------------- | --- | - | - | - | ------- | ----- | ------ |
| 1.  | Demokratische Republik Kongo | 3   | 1 | 1 | 1 | 004:400 | ±0    | 04     |
| 2.  | Ägypten                      | 3   | 1 | 1 | 1 | 002:400 | −2    | 04     |
| 3.  | Tunesien                     | 3   | 1 | 0 | 2 | 004:500 | −1    | 03     |

## Finalrunde
Die Spiele der Finalrunde werden im K.o.-System ausgetragen. Sollte ein Spiel nach 90 Minuten Unentschieden stehen, schließt sich eine Verlängerung von zweimal 15 Minuten an. Steht dann immer noch kein Sieger fest, wird dieser im Elfmeterschießen ermittelt. Ausnahme ist das Spiel um Platz 3. Hier folgt bei Gleichstand nach regulärer Spielzeit direkt das Elfmeterschießen.

### Übersicht
|  | Viertelfinale | Viertelfinale | Viertelfinale |  |  | Halbfinale | Halbfinale | Halbfinale |  |  | Finale           | Finale           | Finale           |
|  |               |               |               |  |  |            |            |            |  |  |                  |                  |                  |
|  | 1A            | Südafrika     | 01V           |  |  |            |            |            |  |  |                  |                  |                  |
|  | 3C            | DR Kongo      | 0             |  |  |            |            |            |  |  |                  |                  |                  |
|  |               |               |               |  |  | 1A         | Südafrika  | 1          |  |  |                  |                  |                  |
|  |               |               |               |  |  | 2B         | Nigeria    | 0          |  |  |                  |                  |                  |
|  | 2B            | Nigeria       | 00 (3)E       |  |  |            |            |            |  |  |                  |                  |                  |
|  | 2C            | Senegal       | 0 (1)         |  |  |            |            |            |  |  |                  |                  |                  |
|  |               |               |               |  |  |            |            |            |  |  | 1A               | Südafrika        | 1                |
|  |               |               |               |  |  |            |            |            |  |  | 1B               | Marokko          | 0                |
|  | 1B            | Marokko       | 01V           |  |  |            |            |            |  |  |                  |                  |                  |
|  | 2A            | Sierra Leone  | 0             |  |  |            |            |            |  |  |                  |                  |                  |
|  |               |               |               |  |  | 1B         | Marokko    | 1          |  |  |                  |                  |                  |
|  |               |               |               |  |  | 3A         | Ägypten    | 0          |  |  | Spiel um Platz 3 | Spiel um Platz 3 | Spiel um Platz 3 |
|  | 1C            | Ghana         | 2 (4)         |  |  |            |            |            |  |  | 2B               | Nigeria          | 01 (4)E          |
|  | 3A            | Ägypten       | 02 (5)E       |  |  |            |            |            |  |  | 3A               | Ägypten          | 1 (1)            |

V Sieg nach Verlängerung

E Sieg im Elfmeterschießen

### Viertelfinale
Die Sieger der Viertelfinalpartien qualifizierten sich zudem für die U-20-Fußball-Weltmeisterschaft 2025 in Chile.
|                                                                                |   |              |                                 |
| Montag, 12. Mai 2025 um 21:00 Uhr (20:00 Uhr MESZ) in Ismailia                 |   |              |                                 |
| Südafrika                                                                      | – | DR Kongo     | 1:0 n. V.                       |
| Montag, 12. Mai 2025 um 18:00 Uhr (17:00 Uhr MESZ) in Kairo (Stadion 30. Juni) |   |              |                                 |
| Marokko                                                                        | – | Sierra Leone | 1:0 n. V.                       |
| Montag, 12. Mai 2025 um 18:00 Uhr (17:00 Uhr MESZ) in Sues                     |   |              |                                 |
| Ghana                                                                          | – | Ägypten      | 2:2 n. V. (2:2, 1:2); 4:5 i. E. |
| Montag, 12. Mai 2025 um 15:00 Uhr (14:00 Uhr MESZ) in Ismailia                 |   |              |                                 |
| Nigeria                                                                        | – | Senegal      | 0:0 n. V.; 3:1 i. E.            |

### Halbfinale
|                                                                                    |   |         |           |
| Donnerstag, 15. Mai 2025 um 18:00 Uhr (17:00 Uhr MESZ) in Ismailia                 |   |         |           |
| Südafrika                                                                          | – | Nigeria | 1:0 (0:0) |
| Donnerstag, 15. Mai 2025 um 21:00 Uhr (20:00 Uhr MESZ) in Kairo (Stadion 30. Juni) |   |         |           |
| Marokko                                                                            | – | Ägypten | 1:0 (0:0) |

### Spiel um Platz 3
|                                                                                     |   |         |                       |
| Sonntag, 18. Mai 2025 um 18:00 Uhr (17:00 Uhr MESZ) in Kairo (Stadion des 30. Juni) |   |         |                       |
| Nigeria                                                                             | – | Ägypten | 1:1 (0:1); 4:1. i. E. |

### Finale
| Südafrika                                                                              | Südafrika | Marokko | Marokko |
| -------------------------------------------------------------------------------------- | --- | --- | ------- |
| Südafrika                                                                              | \| Finale \| \| So., 18. Mai 2025 um 21:00 Uhr (20:00 Uhr MESZ) in Kairo (Kairo International Stadion) \| \| Ergebnis: 1:0 (0:0) \| \| Schiedsrichter: Abdou Abdel Mefire ( Kamerun) \| | \| Finale \| \| So., 18. Mai 2025 um 21:00 Uhr (20:00 Uhr MESZ) in Kairo (Kairo International Stadion) \| \| Ergebnis: 1:0 (0:0) \| \| Schiedsrichter: Abdou Abdel Mefire ( Kamerun) \| | Marokko |
| Südafrika                                                                              | Cheftrainer: Raymond Mdaka | Cheftrainer: Mohamed Ouahbi | Marokko |
| Südafrika                                                                              | 1:0 Kekana (70.) | | Marokko |
| Finale                                                                                 | | |         |
| So., 18. Mai 2025 um 21:00 Uhr (20:00 Uhr MESZ) in Kairo (Kairo International Stadion) | | |         |
| Ergebnis: 1:0 (0:0)                                                                    | | |         |
| Schiedsrichter: Abdou Abdel Mefire ( Kamerun)                                          | | |         |

## Schiedsrichter
Die CAF nominierte insgesamt 14 Schiedsrichter, 15 Schiedsrichterassistenten und 10 Videoschiedsrichter (VAR) für das Turnier.
Hauptschiedsrichter:
- Shahenda El-Maghrabi
- Houssam Benyahya
- Kokora Hughues Modeste Richard
- Konan Akissa Natacha Geraldine
- Abdallah Jammeh
- Abdou Abdel Mefire
- Dickens Mimisa Nyagrowa
- Emmanuel Mensah
- Hillary Hambamba
- Badi Luxolo
- Akhona Makalima
- Aklesso Gnama
- Shamirah Nabadda
- Ruzario Thabani

Schiedsrichterassistenten:
- Yara Abdelfattah
- Fides Bangurambona
- Ettien Eba Medard
- Sirak Samuel
- Amos Abeigne Ndong
- Theophilus Aberenga Akugre
- Carine Atezambong
- Fanta Koné
- Kalidou Ba
- Mariem Chedad
- Muhammad Yakubu
- Diana Chikotesha
- Phiri Celumusa Sivulmelwane
- Ally Hamdani Said
- Ahmed Dhouioui

Videoschiedsrichter:
- Hagag Hossa Azab
- Mahmoud Ashour
- Nabil Boukhalfa
- Babacar Sarr
- Maria Rivet
- Salima Mukansanga
- Abongile Tom
- Yasir Abdelaziz Ahmed
- Letticia Viana
- Haythem Guirat